# Текели, Ширин
Ширин Текели (28 февраля 1944, Анкара — 13 июня 2017, Бодрум, Мугла) — феминистка, академик, переводчица, писательница, активистка и одна из пионерок феминизма второй волны в Турции.

## Карьера
В 1961 году Текели поехала в Париж, выучила французский язык и начала изучать право. Затем она сменила направление и стала изучать политологию в Лозаннском университете.
В 1967 году она вернулась в Турцию и стала первой женщиной-академиком, занявшей кафедру политологии Стамбульского университета. В 1973 году она получила докторскую степень, защитив диссертацию по теории систем Дэвида Истона. В 1978 году она получила звание доцента вместе со своей в то время «спорной» докторской диссертацией по участию женщин в политике Kadınlar ve Siyasal Toplumsal Hayat («Женщины и политическая общественная жизнь»). Эта работа оказала большое влияние на её мировоззрение:
«Я была „робкой феминисткой“, но к тому времени, когда я закончила, я ясно увидела, что женщин угнетают, эксплуатируют и исключают из общественной сферы. Это делал не капитализм, а мужское доминирование».
После защиты диссертации она начала работать над выборами. Она вернулась во Францию и провела 1979—1980 учебный год по стипендии в Национальном центре научных исследований, изучая картографию. За это время она сформировала компьютерную базу данных со всеми данными о выборах в Турции и изучала вместе с Жаном Рейнджером и его командой социологию выборов в городских районах. В 1980-81 годах организовала семинар по социологии политики.
Диссертация Кетели была опубликована в книжном формате в 1982 году. Всего Кетели издала 25 посвящённых женскому вопросу книг на турецком языке.

## Активизм
После того, как она покинула академию в знак протеста против реформы образования, она начала активную роль в феминистском движении Турции. Считая 80-е годы «годами действий», она посвятила себя улучшению положения женщин и повышению осведомлённости в Турции посредством кампаний и протестов. В 90-е годы начались, как она их называет, «годы институционализации», и Текели сосредоточилась на создании ассоциаций и фондов (в их числе: KA-DER, Anakültür Kooperatifi и Winpeace).

### Годы действий
После решения Турции не изменять гражданский закон в соответствии с Конвенцией о ликвидации всех форм дискриминации в отношении женщин (CEDAW), в 1986 году она приняла участие в петиции с требованием внести изменения согласно Конвенции в конституцию, законы и практику.
17 мая 1987 года она приняла участие в первой законной акции протеста после военного переворота и потребовала положить конец домашнему насилию.

## Награды
В 1996 году она была награждена Орденом Академических пальм Министерства культуры Франции.

## Личная жизнь и смерть
Ширин Текели была замужем за юристом Ахметом Текели, с которым познакомилась во время учёбы в Лозаннском университете. Их брак продлился до 2010 года, когда Ахмет умер. В память о нём Ширин Текели использовала оставленное ей наследство для основания Ассоциации Ширин-Ахмета Текели по поддержке женщин-юристов.
Кетели умерла от опухоли головного мозга. Она пожертвовала своё тело медицинскому факультету Джеррахпаша.
В 2017 году Центр гендерных и женских исследований Университета Сабанджи начал присуждать исследовательскую награду в память о Ширин Текели: «Премия Ширин Текели за исследования». Эта награда была учреждена для поддержки и продвижения исследований по гендерным вопросам в Турции.